# Europese kampioenschappen schaatsen 2019
De Europese kampioenschappen schaatsen 2019 vonden plaats van 11 tot en met 13 januari op de onoverdekte ijsbaan Arena Ritten in Collalbo (Klobenstein). Het was na de EK’s van 2001 (in Baselga di Pinè) en 2007 en 2011 (beide ook in Collabo) voor de vierde keer dat dit schaatsevenement in Italië plaatsvond.
Voor de tweede maal betrof het vier kampioenschappen; het EK allround voor mannen, dat voor de 115e keer werd verreden, het EK allround voor vrouwen dat zijn 43e editie beleefde, en de EK's sprint voor mannen en vrouwen die beide voor de tweede keer plaats hadden. Er namen 68 deelnemers uit veertien landen aan de vier kampioenschappen deel. Titelhouders waren de Nederlanders Sven Kramer (mannen allround), Ireen Wüst (vrouwen allround), Kai Verbij (mannen sprint) en de Tsjechische Karolína Erbanová (vrouwen sprint), alleen Erbanová verdedigde haar titel niet. Sven Kramer en Kai Verbij prolongeerden hun titel, Antoinette de Jong (vrouwen allround) en Vanessa Herzog (vrouwen sprint) werden voor het eerst Europees kampioen.

## Toewijzing
De volgende plaatsen/ijsbanen hadden een bid ingediend om het EK schaatsen 2019 te mogen organiseren:
| Land   | Plaats                 | IJsbaan      |
| ------ | ---------------------- | ------------ |
| Italië | Collalbo (Klobenstein) | Arena Ritten |

Op 17 oktober 2016 werd bekend dat het EK schaatsen 2019 is toegewezen aan de enige kandidaat Collalbo (Klobenstein), Italië.

## Programma
| Datum      | Tijd  | EK Allround                                               | EK Sprint                                                 |
| ---------- | ----- | --------------------------------------------------------- | --------------------------------------------------------- |
| 11 januari | 13.30 | 0500 m vrouwen 3000 m vrouwen                             | 0500 m mannen 1000 m mannen                               |
| 12 januari | 11.00 | 1500 m vrouwen 0500 m mannen 5000 m vrouwen 5000 m mannen | 0500 m mannen 0500 m vrouwen 1000 m vrouwen 1000 m mannen |
| 13 januari | 12.30 | .01500 m mannen 10.000 m mannen                           | 0500 m vrouwen 1000 m vrouwen                             |

## Eindpodia
| Kampioenschap    | Goud                         | Zilver                     | Brons                           |
| Mannen allround  | Sven Kramer Nederland        | Patrick Roest Nederland    | Sverre Lunde Pedersen Noorwegen |
| Vrouwen allround | Antoinette de Jong Nederland | Martina Sáblíková Tsjechië | Francesca Lollobrigida Italië   |
| Mannen sprint    | Kai Verbij Nederland         | Håvard Lorentzen Noorwegen | Henrik Rukke Noorwegen          |
| Vrouwen sprint   | Vanessa Herzog Oostenrijk    | Darja Katsjanova Rusland   | Olga Fatkoelina Rusland         |

## Mannen allround
Negentien mannen uit tien landen namen aan dit kampioenschap deel, waaronder de Noor Håvard Bøkko en de Nederlander Sven Kramer die respectievelijk voor de dertiende en twaalfde keer deelnamen en de enige twee deelnemers waren die eerder op het eindpodium hadden plaats genomen. Negenvoudig kampioen Kramer – tevens titelhouder – was de enige voormalige Europees kampioen in het deelnemersveld. De Wit-Rus Vital Michajlaw nam ook voor de dertiende keer deel. De regerend wereldkampioen, de Nederlander Patrick Roest, maakte zijn Europees allround debuut, samen met zes andere deelnemers.
Met de prolongatie van zijn titel werd Sven Kramer voor de tiende keer Europees kampioen allround. Patrick Roest eindigde op de tweede plaats en de Noor Sverre Lunde Pedersen werd derde.

### Afstandspodia
Sven Kramer breidde zijn recordoogst uit tot 23-7-2, Håvard Bøkko (tot 2-5-3), Sverre Lunde Pedersen (tot 0-2-6) en Douwe de Vries (tot 0-1-1) vermeerderen hun medailleoogst op de afstanden. Patrick Roest en Haralds Silovs behaalden hun eerste afstandsmedaille(s).
| Afstand  | 1e             | 2e            | 3e                    |
| -------- | -------------- | ------------- | --------------------- |
| 500 m    | Haralds Silovs | Håvard Bøkko  | Sverre Lunde Pedersen |
| 5000 m   | Sven Kramer    | Patrick Roest | Sverre Lunde Pedersen |
| 1500 m   | Sven Kramer    | Patrick Roest | Sverre Lunde Pedersen |
| 10.000 m | Patrick Roest  | Sven Kramer   | Douwe de Vries        |

### Eindklassement
| Rang   | Schaatser (deelname)       | Punten  | 500 m         | 5000 m       | 1500 m       | 10.000 m       |
| ------ | -------------------------- | ------- | ------------- | ------------ | ------------ | -------------- |
| Goud   | Sven Kramer (12)           | 150.103 | 36,69 (6)     | 6.17,66 (1)  | 1.45,91 (1)  | 13.26,88 (2)   |
| Zilver | Patrick Roest (1)          | 150.199 | 36,59 (4)     | 6.18,21 (2)  | 1.46,40 (2)  | 13.26,45 (1)   |
| Brons  | Sverre Lunde Pedersen (7)  | 150.836 | 36,42 (3)     | 6.20,59 (3)  | 1.46,65 (3)  | 13.36,13 (4)   |
| 4      | Håvard Bøkko (13)          | 152.456 | 36,36 (2)     | 6.30,23 (6)  | 1.47,73 (4)  | 13.43,26 (5)   |
| 5      | Sergej Trofimov (3)        | 153.888 | 37,24 (8)     | 6.27,29 (5)  | 1.49,68 (7)  | 13.47,18 (7)   |
| 6      | Andrea Giovannini (5)      | 154.018 | 36,65 (5)     | 6.33,13 (8)  | 1.50,63 (9)  | 13.43,58 (6)   |
| 7      | Douwe de Vries (4)         | 154.520 | 37,58 (11)    | 6.31,41 (7)  | 1.50,21 (8)  | 13.35,87 (3)   |
| 8      | Sindre Henriksen (3)       | 156.314 | 36,98 (7)     | 6.48,92 (14) | 1.48,30 (5)  | 14.06,84 (8) * |
| NC9    | Haralds Silovs (8)         | 112.434 | 36,33 (1)     | 6.36,24 (9)  | 1.49,44 (6)  |                |
| NC10   | Vital Michajlaw (13)       | 115.074 | 37,98 (14)    | 6.36,41 (10) | 1.52,36 (13) |                |
| NC11   | Lukas Mann (1)             | 115.352 | 37,48 (10)    | 6.48,79 (13) | 1.50,98 (10) |                |
| NC12   | Felix Maly (2)             | 115.575 | 37,92 (13)    | 6.45,82 (11) | 1.51,22 (11) |                |
| NC13   | Artur Janicki (1)          | 116.769 | 38,14 (15) pr | 6.52,09 (17) | 1.52,26 (12) |                |
| NC14   | Gabriele Galli (1)         | 117.130 | 37,47 (9)     | 7.00,30 (18) | 1.52,89 (14) |                |
| NC15   | Szymon Palka (1)           | 117.284 | 38,43 (16)    | 6.51,08 (15) | 1.53,24 (15) |                |
| NC16   | Sebastian Druszkiewicz (2) | 118.124 | 39,38 (18)    | 6.46,84 (12) | 1.54,18 (16) |                |
| NC17   | Philip Due Schmidt (1)     | 118.894 | 38,69 (17)    | 6.51,74 (16) | 1.57,09 (17) |                |
| -      | Danila Semerikov (1)       |         | 37,58 (12)    | 6.26,35 (4)  | DQ           |                |
| -      | Davide Ghiotto (2)         |         | DNF           | DNS          |              |                |

* Sindre Henriksen schaatste de 10.000 meter nadat Haralds Silovs zich hiervoor had teruggetrokken

## Vrouwen allround
Zestien vrouwen uit acht landen namen deel, waaronder de Tsjechische Martina Sáblíková en de Nederlandse Ireen Wüst die respectievelijk voor de vijftiende en veertiende keer deelnamen. Wüst -titelhoudster- en Sáblíková hadden voor aanvang beide vijf titels op hun naam geschreven. Naast Sáblíková (10x) en Wüst (11x) was Antoinette de Jong (2x brons) de enige vrouw die ook eerder op het eindpodium had plaatsgenomen. De Noorse Ida Njåtun nam voor de negende keer deel, vijf schaatssters debuteerden op dit kampioenschap.
Antoinette de Jong behaalde als vierde Nederlandse de EK-allround titel, zij trad daarmee in de voetsporen van Atje Keulen-Deelstra (3 titels), Tonny de Jong (2 titels) en Ireen Wüst. Op plaats twee nam Martina Sáblíková voor de elfde keer plaats op het erepodium, een evenaring van het aantal van Gunda Niemann, Claudia Pechstein en Ireen Wüst. Francesca Lollobrigida was de eerste Italiaanse vrouw die op het eindpodium van het EK-allround plaatsnam.

### Afstandspodia
Martina Sáblíková vermeerderde haar medailleoogst op de afstanden tot 22-4-6, Antoinette de Jong vulde haar oogst aan tot 3-4-2. Carlijn Achtereekte, Jelizaveta Kazelina en Francesca Lollobrigida behaalden hun eerste medaille(s).
| Afstand | 1e                 | 2e                     | 3e                     |
| ------- | ------------------ | ---------------------- | ---------------------- |
| 500 m   | Antoinette de Jong | Jelizaveta Kazelina    | Francesca Lollobrigida |
| 3000 m  | Antoinette de Jong | Martina Sáblíková      | Francesca Lollobrigida |
| 1500 m  | Antoinette de Jong | Francesca Lollobrigida | Martina Sáblíková      |
| 5000 m  | Martina Sáblíková  | Antoinette de Jong     | Carlijn Achtereekte    |

### Eindklassement
| Rang   | Schaatsster (deelname)     | Punten  | 500 m        | 3000 m       | 1500 m       | 5000 m        |
| ------ | -------------------------- | ------- | ------------ | ------------ | ------------ | ------------- |
| Goud   | Antoinette de Jong (4)     | 162.918 | 39,19 (1)    | 4.08,07 (1)  | 1.57,03 (1)  | 7.13,73 (2)   |
| Zilver | Martina Sáblíková (15)     | 164.064 | 40,95 (11)   | 4.08,22 (2)  | 1.58,07 (3)  | 7.03,88 (1)   |
| Brons  | Francesca Lollobrigida (4) | 164.937 | 39,56 (3) pr | 4.11,28 (3)  | 1.57,99 (2)  | 7.21,67 (6)   |
| 4      | Ireen Wüst (14)            | 166.054 | 39,72 (4)    | 4.14,61 (7)  | 1.58,80 (5)  | 7.22,99 (7)   |
| 5      | Natalja Voronina (3)       | 166.269 | 40,76 (9)    | 4.11,30 (4)  | 2.00,12 (7)  | 7.15,86 (4)   |
| 6      | Carlijn Achtereekte (1)    | 166.642 | 40,91 (10)   | 4.11,93 (5)  | 2.00,64 (10) | 7.15,31 (3)   |
| 7      | Jevgenia Lalenkova (2)     | 166.800 | 40,65 (7)    | 4.14,15 (6)  | 1.58,90 (6)  | 7.21,59 (5)   |
| 8      | Roxanne Dufter (1)         | 169.610 | 41,07 (12)   | 4.19,28 (8)  | 2.00,72 (11) | 7.30,96 (8) * |
| NC9    | Jelizaveta Kazelina (2)    | 122.673 | 39,26 (2)    | 4.23,18 (12) | 1.58,65 (4)  |               |
| NC10   | Ida Njåtun (9)             | 123.758 | 40,46 (6)    | 4.19,49 (9)  | 2.00,15 (8)  |               |
| NC11   | Ragne Wiklund (1)          | 124.224 | 40,68 (8)    | 4.20,33 (10) | 2.00,47 (9)  |               |
| NC12   | Nikola Zdráhalová (5)      | 124.813 | 40,04 (5)    | 4.25,76 (13) | 2.01,44 (12) |               |
| NC13   | Saskia Alusalu (5)         | 127.530 | 41,91 (16)   | 4.22,20 (11) | 2.05,76 (15) |               |
| NC14   | Sofie Karoline Haugen (5)  | 127.792 | 41,41 (13)   | 4.28,42 (14) | 2.04,94 (13) |               |
| NC15   | Michelle Uhrig (1)         | 128.702 | 41,43 (14)   | 4.32,50 (16) | 2.05,57 (14) |               |
| NC16   | Karolina Gąsecka (1)       | 129.000 | 41,53 (15)   | 4.31,38 (15) | 2.06,72 (16) |               |

* Roxanne Dufter schaatste de 5000 meter nadat Jelizaveta Kazelina zich hiervoor had teruggetrokken

## Mannen sprint
Twintig mannen uit tien landen namen deel, waarvan elf voor de tweede keer. Zowel titelhouder Kai Verbij als de nummer-2 en -3 van het eerste EK-sprint, Kjeld Nuis en Nico Ihle, verschenen weer aan de start.
Kai Verbij prolongeerde de titel en werd deze editie geflankeerd door de Noren Håvard Lorentzen op plaats twee en Henrik Rukke op plaats drie.

### Afstandspodia
Kai Verbij (tot 3-3-1), Kjeld Nuis (tot 2-0-1), Nico Ihle (tot 0-1-2) en Håvard Lorentzen (ook tot 0-1-2) vulden hun medailleoogst aan. Artjom Koeznetsov, Thomas Krol, Victor Lobas en Henrik Rukke behaalden hun eerste afstandsmedaille.
| Afstand | 1e          | 2e               | 3e                |
| ------- | ----------- | ---------------- | ----------------- |
| 500 m   | Kai Verbij  | Henrik Rukke     | Kjeld Nuis        |
| 1000 m  | Kai Verbij  | Victor Lobas     | Håvard Lorentzen  |
| 500 m   | Kai Verbij  | Håvard Lorentzen | Artjom Koeznetsov |
| 1000 m  | Thomas Krol | Kai Verbij       | Nico Ihle         |

### Eindklassement
| Rang   | Schaatser (deelname)            | Punten  | 500 m      | 1000 m         | 500 m         | 1000 m            |
| ------ | ------------------------------- | ------- | ---------- | -------------- | ------------- | ----------------- |
| Goud   | Kai Verbij (2)                  | 139.085 | 35,23 (1)  | 1.08,97 (1) BR | 34,93 (1)     | 1.08,88 (2)       |
| Zilver | Håvard Holmefjord Lorentzen (2) | 140.420 | 35,58 (4)  | 1.09,88 (3)    | 35,10 (2)     | 1.09,60 (5)       |
| Brons  | Henrik Fagerli Rukke (1)        | 141.155 | 35,36 (2)  | 1.10,57 (5)    | 35,45 (6)     | 1.10,12(9) (11)   |
| 4      | Artjom Koeznetsov (1)           | 141.325 | 35,62 (6)  | 1.10,75 (9)    | 35,27 (3)     | 1.10,12(1) (10)   |
| 5      | Nico Ihle (2)                   | 141.335 | 35,98 (11) | 1.10,34 (4)    | 35,46 (7)     | 1.09,45 (3)       |
| 6      | Piotr Michalski (2)             | 141.800 | 35,64 (7)  | 1.11,01 (10)   | 35,68 (9)     | 1.10,07 (9)       |
| 7      | Joel Dufter (1)                 | 141.905 | 35,79 (8)  | 1.10,66 (7)    | 36,00(4) (15) | 1.09,57 (4)       |
| 8      | Aleksej Jesin (2)               | 141.975 | 36,15 (13) | 1.10,62 (6)    | 35,61 (8)     | 1.09,81 (7)       |
| 9      | Victor Lobas (1)                | 141.995 | 36,21 (14) | 1.09,80 (2)    | 36,00(0) (14) | 1.09,77 (6)       |
| 10     | David Bosa (1)                  | 142.095 | 35,60 (5)  | 1.12,17 (15)   | 35,44 (5)     | 1.09,94 (8)       |
| 11     | Ihnat Halavatsjoek (2)          | 142.875 | 36,50 (17) | 1.10,67 (8)    | 35,77(8) (11) | 1.10,54 (13)      |
| 12     | Mirko Nenzi (2)                 | 143.070 | 36,45 (15) | 1.11,34 (12)   | 35,73 (10)    | 1.10,44 (12)      |
| 13     | Artur Nogal (2)                 | 143.070 | 35,85 (9)  | 1.12,14 (14)   | 35,83 (13)    | 1.10,64 (14)      |
| 14     | Marten Liiv (2)                 | 144.575 | 36,47 (16) | 1.11,17 (11)   | 36,65 (17)    | 1.11,92 (15)      |
| 15     | Samuli Suomalainen (2)          | 146.310 | 36,96 (19) | 1.12,56 (16)   | 36,71 (18)    | 1.12,72 (17)      |
| 16     | Hendrik Dombek (1)              | 146.355 | 37,20 (20) | 1.12,84 (17)   | 36,41 (16)    | 1.12,65 (16)      |
| 17     | Thomas Krol (1)                 | 163.050 | 36,00 (12) | 1.53,88 (19) * | 35,77(9) (12) | 1.08,68 (1) BR/CR |
| -      | Cornelius Kersten (1)           |         | 36,87 (18) | 1.12,96 (18)   | 36,84 (19)    | DNS               |
| -      | Bjørn Magnussen (1)             |         | 35,86 (10) | 1.11,63 (13)   | DNF *         |                   |
| -      | Kjeld Nuis (2)                  |         | 35,47 (3)  | DQ **          | 35,41 (4)     |                   |

* met val
** Nuis schaatste met 1.08,38 de snelste tijd maar werd gediskwalificeerd wegens het overschrijden van de lijnmarkering

## Vrouwen sprint
Dertien vrouwen uit acht landen namen deel. Hiervan namen zeven vrouwen ook aan de eerste editie deel, met daaronder de Russin Olga Fatkoelina, de enige die op het eindpodium van 2017 stond, ze werd derde.
Waar Fatkoelina in 2017 Karolína Erbanová en Jorien ter Mors voor haar moest dulden, zag ze deze editie de Oostenrijkse Vanessa Herzog en landgenote Darja Katsjanova voor haar eindigen. Herzog, in 2018 Europees kampioene op de 500 meter, bezorgde haar land voor het eerst sinds 1993 weer een EK-titel, Emese Hunyady werd dat jaar allround kampioene.

### Afstandspodia
Olga Fatkoelina vulde haar medailleoogst aan tot 2-2-0. Vanessa Herzog, Letitia de Jong, Darja Katsjanova en Jutta Leerdam behaalden hun eerste EK-afstandsmedaille(s).
| Afstand | 1e               | 2e              | 3e               |
| ------- | ---------------- | --------------- | ---------------- |
| 500 m   | Vanessa Herzog   | Olga Fatkoelina | Darja Katsjanova |
| 1000 m  | Darja Katsjanova | Jutta Leerdam   | Letitia de Jong  |
| 500 m   | Vanessa Herzog   | Olga Fatkoelina | Darja Katsjanova |
| 1000 m  | Darja Katsjanova | Jutta Leerdam   | Vanessa Herzog   |

### Eindklassement
| Rang   | Schaatsster (deelname)     | Punten  | 500 m           | 1000 m       | 500 m        | 1000 m            |
| ------ | -------------------------- | ------- | --------------- | ------------ | ------------ | ----------------- |
| Goud   | Vanessa Herzog (2)         | 151.445 | 37,61 (1) BR/CR | 1.16,54 (5)  | 37,62 (1)    | 1.15,89 (3)       |
| Zilver | Daria Kachanova (1)        | 151.870 | 38,15 (3)       | 1.15,79 (1)  | 38,22 (3)    | 1.15,22 (1) BR/pr |
| Brons  | Olga Fatkoelina (2)        | 152.430 | 38,13 (2)       | 1.16,04 (4)  | 38,05 (2)    | 1.16,46 (4)       |
| 4      | Jutta Leerdam (1)          | 152.790 | 38,55 (4)       | 1.15,82 (2)  | 38,45 (4)    | 1.15,76 (2)       |
| 5      | Sanneke de Neeling (2)     | 153.865 | 38,63(6) (5)    | 1.16,62 (6)  | 38,66 (5)    | 1.16,53 (5)       |
| 6      | Letitia de Jong (1)        | 154.155 | 38,63(8) (6)    | 1.15,88 (3)  | 38,80 (6)    | 1.17,57 (6)       |
| 7      | Irina Koeznetsova (1)      | 155.995 | 38,92 (8)       | 1.18,02 (7)  | 38,91 (7)    | 1.18,23 (7)       |
| 8      | Hege Bøkko (2)             | 156.245 | 38,77 (7)       | 1.18,50 (9)  | 38,95(4) (8) | 1.18,55 (8)       |
| 9      | Kaja Ziomek (2)            | 156.790 | 39,04 (9)       | 1.18,84 (11) | 38,95(8) (9) | 1.18,76 (10)      |
| 10     | Noemi Bonazza (1)          | 157.430 | 39,24 (11) pr   | 1.18,81 (10) | 39,45 (10)   | 1.18,67 (9)       |
| 11     | Gabriele Hirschbichler (2) | 157.585 | 39,19 (10)      | 1.18,28 (8)  | 39,76 (13)   | 1.18,99 (11)      |
| 12     | Andżelika Wójcik (2)       | 158.720 | 39,31 (12) pr   | 1.19,49 (12) | 39,58 (11)   | 1.20,17 (12)      |
| 13     | Anna Nifontova (1)         | 160.825 | 39,63 (13) pr   | 1.20,56 (13) | 39,72 (12)   | 1.22,39 (13)      |